# Мохамед Лараш
Мохамед Лараш (араб. محمد لحرش, нар. 1938) — колишній марокканський футбольний арбітр. Арбітр ФІФА у 1970-х і 1980-х роках.

## Кар'єра
Він працював на таких міжнародних змаганнях:
- Молодіжний чемпіонат світу 1977 (1 матч)
- Кубок африканських націй 1982 (1 матч)
- Молодіжний чемпіонат світу 1983 (1 матч)
- Кубок африканських націй 1984 (2 гри)